# 三輪田勝利
三輪田 勝利（みわた かつとし、1945年7月11日 - 1998年11月27日）は、愛知県西春日井郡西枇杷島町（現・清須市）出身のプロ野球選手（投手、右投右打）、スカウト。現役引退後にスカウトとして、イチロー、山口和男を発掘した人物として知られる。

## 経歴

### プロ入り前
1945年に愛知県で生まれる。中京商では2年生の時、1962年の春夏の甲子園に林俊彦の控え投手として出場。春の選抜は準決勝で日大三高に9回裏サヨナラ負け、自身の登板はなかった。夏の選手権の準々決勝では鹿児島商を相手にリリーフで甲子園初登板。この大会も準決勝で春夏連続優勝を果たす作新学院に敗退。同年の岡山国体では先発を任され、1回戦でPL学園を降す。しかし2回戦（準々決勝）で石川洵（のち立大－鐘紡）、村上公康のバッテリーを擁する西条高に敗退。
翌1963年の春季近畿大会にエースとして出場。決勝で名商大付を降し優勝を飾る。夏の甲子園にも出場。1回戦で、後に大学で同期となる津久見高の高橋直樹に投げ勝つ。2回戦は大宮高を大差で破り3回戦に進むが、横浜高の井上健仁（のち東映）、平岡一郎の継投に抑えられ、9回に逆転されて2-3で惜敗。その後、高校日本代表として池永正明、和田徹らとともにハワイに遠征した。高校の同期に高井諭、下村栄二がいる。
卒業後は早稲田大学第二商学部商学科に進学。東京六大学野球リーグでは在学中に3度の優勝を経験。1965年にはマニラで開催された第6回アジア野球選手権大会（東京六大学選抜チームが日本代表）に出場、日本の優勝に貢献している。リーグ通算45試合登板で23勝9敗、防御率1.66、144奪三振。1966年秋季リーグでベストナインを受賞した。早大のチームメイトには1年上の八木沢荘六、西田暢、同期の林田真人、高橋直樹などがおり、球界外の知友には毎日新聞社の六車護がいる。
1967年のドラフト会議において、近鉄バファローズから1位で指名されるが、入団を拒否して大昭和製紙に入社した。
大昭和製紙でもエースとして活躍し、1968年、1969年の都市対抗野球大会に連続出場。1969年には準決勝まで進んだが、富士重工業の石幡信弘との投手戦となり、0-1で惜敗した。

### プロ選手からスカウトへ
1969年のドラフト会議において、阪急ブレーブスに1位で指名され、入団。背番号は19。
1970年にプロ初勝利を挙げ、防御率2.48の成績を記録する。1971年にはウエスタン・リーグで最多勝を獲得するが、一軍では層の厚い投手陣に割って入ることが出来ず、1973年に現役引退を発表。初登板から引退まで、すべてリリーフ登板だった。
現役引退後、西本幸雄の後を受けて監督に昇格した直後の上田利治から「誠意のかたまり」と評されたことでスカウトへ転身した。三輪田の人柄の良さは阪急関係者の他に他球団の球界関係者も認めていた。
監督が梶本隆夫に交代した1979年に阪急ブレーブスの二軍投手コーチに就任するが、1980年にコーチを辞任、上田が監督に復帰した翌年からスカウトに復帰することを発表した。地元の東海地区からイチロー（愛工大名電）や山口和男（三菱自動車岡崎）を発掘した。1997年には編成部長に就任した。

### 1998年のドラフト、突然の死
1998年のドラフト会議において、オリックス・ブルーウェーブは新垣渚（沖縄県立沖縄水産高等学校）を1位指名したが、福岡ダイエーホークスと重複したため、抽選によって交渉権を獲得した。ところが新垣は「ダイエー以外だったら九州共立大学へ進学する」と発言し、オリックスへの入団拒否を表明した。三輪田は球団上層部に「新垣宅へ行ったものの面会を断られた」と報告するも上層部から叱責された。新垣側と球団の板挟みになった三輪田は心身ともに追い込まれ、1998年11月27日に那覇市内で投身自殺した。53歳没。遺書は発見されなかったが遺体発見現場の状況や経緯から三輪田の死は自殺と断定され、1999年に労働災害が認められた。
この事件を週刊誌が数多く記事にし、その中には「ドラフト指名選手や関係者への口利きをする」などと自称する代理人の存在やドラフト指名選手・関係者への口利きを口実にした詐欺行為の存在なども噂として書かれ、三輪田はこれに騙されたのではないかとする報道も見られた。各関係方面からの調査も行われたが、真相は定かではない。当時のオリックス球団社長だった井箟重慶は三輪田の自殺を受けての記者会見で「球団に責任があったとは思っていない」と発言したことで激しく非難を浴びたほか、新垣や新垣の家族、学校関係者にも批判が続出した。
新垣は三輪田の死後、球団本部長の矢野清と面会し、自身がオリックス入団を拒否して面会を断ったことで三輪田が自ら命を絶ったことに責任を感じ、「野球を辞めるべきか悩んだ時期もあった」という。しかし三輪田夫人から「あなた（新垣）のせいではない。これからも頑張って」と激励された。
イチローこと鈴木一朗は幼少期より地元・愛知県の中日ドラゴンズ入団を熱望していたが、当時の監督だった星野仙一やスカウトだった池田英俊が投手としての評価から獲得に消極的だったことや、三輪田の誠意・説得もありオリックス入団を決めた。生前、両者は上下関係を弁えた上で互いの家族を交えたプライベートの交流もあったほどで、三輪田の死を知ったイチローは涙し、告別式では三輪田の棺に自身愛用のバットを納め、渡米後も帰国時には三輪田家の墓参りを欠かさない。
1999年にオリックスに入団した山口和男は、活躍する度に生前の恩義から「今の自分があるのは三輪田さんのおかげ」と発言している。山口は現役引退後に三輪田と同じくスカウトとなり、山本由伸を見出した。三輪田の死後も、イチロー・山口らは遺族と交流を続けている。
金村義明も三輪田に敬意を持っていた。金村は三輪田について「高3の時、三輪田さんは（阪急沿線の宝塚にあった）我が家にもスカウトとして挨拶にいらしたんです。三輪田さんは物腰・言動の、良い意味で柔軟・温厚な『紳士』でした。近鉄・阪急の指名競合による勝者が近鉄となった後に面会した際、『近鉄で頑張れ』と温かい言葉をかけて応援して頂いたことは忘れません」と語っている。

## 詳細情報

### 年度別投手成績
| 年 度     | 球 団     | 登 板 | 先 発 | 完 投 | 完 封 | 無 四 球 | 勝 利 | 敗 戦 | セ 丨 ブ | ホ 丨 ル ド | 勝 率 | 打 者 | 投 球 回 | 被 安 打 | 被 本 塁 打 | 与 四 球 | 敬 遠 | 与 死 球 | 奪 三 振 | 暴 投 | ボ 丨 ク | 失 点 | 自 責 点 | 防 御 率 | W H I P |
| --------- | --------- | ----- | ----- | ----- | ----- | -------- | ----- | ----- | -------- | ----------- | ----- | ----- | -------- | -------- | ----------- | -------- | ----- | -------- | -------- | ----- | -------- | ----- | -------- | -------- | ------- |
| 1970      | 阪急      | 16    | 0     | 0     | 0     | 0        | 1     | 0     | --       | --          | 1.000 | 110   | 28.2     | 21       | 2           | 7        | 0     | 0        | 11       | 0     | 0        | 8     | 8        | 2.48     | 0.98    |
| 1971      | 阪急      | 2     | 0     | 0     | 0     | 0        | 1     | 0     | --       | --          | 1.000 | 20    | 4.2      | 6        | 1           | 0        | 0     | 1        | 5        | 0     | 1        | 1     | 1        | 1.80     | 1.29    |
| 1972      | 阪急      | 5     | 0     | 0     | 0     | 0        | 2     | 0     | --       | --          | 1.000 | 24    | 6.0      | 7        | 0           | 1        | 0     | 0        | 0        | 0     | 0        | 1     | 1        | 1.50     | 1.33    |
| 通算：3年 | 通算：3年 | 23    | 0     | 0     | 0     | 0        | 4     | 0     | --       | --          | 1.000 | 154   | 39.1     | 34       | 3           | 8        | 0     | 1        | 16       | 0     | 1        | 10    | 10       | 2.31     | 1.07    |

### 背番号
- 19（1970年 - 1973年）
- 60（1979年 - 1980年）

## 関連情報

### 書籍
- 六車護『名スカウトはなぜ死んだか』 講談社 2002年11月 ISBN 4-06-211643-X